# Mihai Popescu (balonmanista)
Mihai Popescu (Găești, 15 de marzo de 1985) es un exjugador de balonmano rumano que jugaba de portero. Su último equipo fue el Saint-Raphaël VHB francés. Fue un componente de la selección de balonmano de Rumania.
Fue nombrado en 2010, 2011, 2012 y 2014 mejor jugador de balonmano rumano del año.

## Palmarés

### Constanta
- Liga Națională (9): 2004, 2006, 2007, 2009, 2010, 2011, 2012, 2013, 2014
- Copa de Rumania de balonmano (5): 2006, 2011, 2012, 2013, 2014
- Supercopa de Rumania de balonmano (4): 2008, 2011, 2013, 2014

## Clubes
- HCM Constanța (2003-2015)
- Saint-Raphaël VHB (2015-2022)